# 69961 Millosevich
69961 Millosevich este un asteroid din centura principală, descoperit pe 15 noiembrie 1998, de Piero Sicoli și Francesco Manca.